# 楊公則
楊公則（よう こうそく、445年 - 505年）は、南朝宋から梁にかけての軍人・政治家。字は君翼。本貫は天水郡顕親県。

## 生涯
楊公則の父の楊仲懐は、豫州刺史の殷琰の乱に参加して、劉勔に討たれ、横塘で戦死した。公則は楊仲懐に従って軍中にあり、父の遺体を抱えて号泣し、長く気絶していたので、劉勔は楊仲懐の首を公則に返した。公則は徒歩で父の遺体を背負って郷里に帰り、このことで有名になった。員外散騎侍郎に任用された。梁州刺史の范柏年に推挙されて宋熙郡太守となり、白馬戍主を兼ねた。
氐の李烏奴が白馬を攻撃してくると、公則は長らく抗戦して固守していたが、矢と食糧が尽きて落城した。公則は声をきわめて罵ったので、李烏奴は気に入って公則を厚遇した。公則は態度を偽って李烏奴を籠絡しようとしたが、計略が漏れると、単騎で逃げ帰った。梁州刺史の王玄邈がこの経緯を報告すると、蕭道成は公則に褒美を与えた。公則は晋寿郡太守に任じられ、清廉な統治につとめた。
斉の永明年間、鎮北長流参軍となり、扶風郡太守となったが、母が死去すると官を辞した。雍州刺史の陳顕達が寧朔将軍となると、公則は太守として復帰した。永明8年（490年）、荊州刺史の蕭子響が乱を起こすと、公則は軍を率いて反乱の鎮圧にあたった。反乱が平定されると、武寧郡太守に転じた。在任すること7年、石を運ぶ夫役も課さなかった。入朝して前軍将軍となった。永元元年（499年）、南康王蕭宝融が荊州刺史となると、公則は西中郎中兵参軍となった。永元2年（500年）、蕭衍が起兵すると、公則は蕭穎冑とともに蕭衍に協力し、中兵参軍のまま輔国将軍・西中郎諮議参軍となって、軍を率いて東進させた。湘州行事の張宝積がどちらつかずの態度を取っていたため、公則は軍を巴陵に到着させると、南に転進させた。公則の軍が白沙にいたると、張宝積は恐れて軍門に下った。公則は張宝積の降伏を受け入れ、湘州は平定された。
永元3年（501年）、和帝蕭宝融が即位すると、公則は持節・都督湘州諸軍事・湘州刺史に任じられた。蕭衍の軍が沔口に到着したが、魯山城主の孫楽祖と郢州刺史の張沖が蕭衍に下らず、抵抗を続けていた。公則は湘州の軍を率いて夏口で蕭衍の本軍と合流した。荊州の諸軍は公則の采配を受け、宗室である蕭穎達ですら公則の下についていた。持節・湘州刺史のまま征虜将軍・左衛将軍に進んだ。
郢城が平定されると、蕭衍はその日のうちに全軍に東進を命じた。公則は命を受けて先駆けをつとめ、連戦連勝して建康にせまった。公則の軍令は厳格明快で、一切の略奪をおこなわなかった。蕭衍の軍が新林に到着すると、公則は越城から領軍府塁の北楼に陣地をうつして、建康の南掖門と相対した。楼に登って戦の様子を観察していたところ、城中から弩が発射され、矢が胡床を貫いたため、周囲の人々は動揺した。公則は「どうしてわが足に当てられようか」と言って、もとのまま談笑していた。東昏侯が夜間に勇士を選抜して公則の陣地を攻撃すると、公則の軍中は浮き足だったが、公則は寝床から起きようとせず、おもむろに迎撃を命じると、東昏侯の軍は撤退していった。公則の率いる兵の多くは湘州の奥地の人々であり、建康城内ではかれらを軽んじてくみしやすいとみなしていた。そこで出撃するたびに公則の陣地を標的とした。公則は湘州の兵士をうまく使って、多くの勝利をえた。建康城が平定された後、周辺の治安が悪化しており、城内から出る者が身ぐるみ剥がされる事件が頻発した。公則は麾下の軍を率いて、東掖門に陣を布き、公卿士庶たちを護衛したので、城を出る者は公則の陣営を頼る者が多かった。持節・湘州刺史のまま左将軍に進んだ。
建康が落ちつくと、公則は湘州に赴任し、徴用した湘州の兵士たちを故郷に帰した。天監元年（502年）、平南将軍に進み、寧都県侯に封じられた。湘州は戦乱が続いて民衆の多くが離散していたが、公則は刑罰と課税を軽くしたので、ほどなく戸口は回復した。統治に威厳はなかったが、清廉で慎重な態度であったため、官吏や民衆に喜ばれた。湘州では賄賂によって州の職を得ることが横行していたが、公則が着任するとこの習慣をやめさせ、州郡の名族から人材を任用させた。蕭衍は公則の統治を諸州の模範とさせた。
天監3年（504年）、中護軍として召還された。そのまま衛尉卿に転じ、散騎常侍の位を加えられた。天監4年（505年）、梁の朝廷では北伐の議論が起こり、公則は仮節を受けて洛口に駐屯することとなった。公則は命を受けたとき病を患っていたが、「むかし廉頗や馬援は年老いても、自ら任用を願い出たものだ。いま国家がわたしの軍才を買ってくれていて、古人と比べてもその知遇は重いものである。病苦の身であっても、負託を辞することができようか。馬の革に遺体をくるまれて帰るのが、これわが志である」と親しい人に語って、無理を押して赴任した。洛口に到着すると、寿春の士女で梁に帰順する者が数千戸あった。北魏の豫州刺史の薛恭度が長史の石栄らを先鋒として戦闘を挑んでくると、公則は石栄を斬り、北は寿春まで追撃し、城から数十里のところで軍を返した。軍中で病没した。享年は61。車騎将軍の位を追贈された。諡は烈といった。

## 子女
- 楊瞟（後嗣、罪あって爵位を剥奪された）
- 楊眺（庶長子、嗣位を譲り、年を経てようやく受けた）

## 伝記資料
- 『梁書』巻10 列伝第4
- 『南史』巻55 列伝第45